# 潔罕·薩達特
潔罕·薩達特（阿拉伯语：‎，1933年8月29日—2021年7月9日），是埃及前任總統穆罕默德·安瓦爾·薩達特的妻子。她在1970年成為埃及第一夫人直至其丈夫在1981年被刺殺。
本名為潔罕·沙瓦特·拉奧夫（Jehan Safwat Raouf），她出生在开罗的一個富裕家庭。潔罕的父親是一名埃及醫生，而母親是一名來自英國的音樂教師。她一出生便根據她父親的意願信奉伊斯蘭教，但同時也在一間基督教女校上學。潔罕在她的15歲生日派對上首次認識當時剛出獄的安瓦爾·薩達特。31歲的薩達特在1949年5月29日和只有15歲的潔罕結婚，即使女方的家長均反對這婚禮。她為薩達特育有三名女兒及一名兒子。成為埃及第一夫人後，她積極參與不同的慈善工作及非牟利機構亦改變了世界在70年代不少人對阿拉伯婦女的刻板形象。